# Mus famulus
Mus famulus é uma espécie de roedor da família Muridae.
É endêmica da Índia, onde pode ser encontrada em quatro áreas fragmentadas dos Gates Ocidentais em Kerala e Tamil Nadu.
Os seus habitats naturais são: florestas secas tropicais ou subtropicais e campos de gramíneas subtropicais ou tropicais secos de baixa altitude.
Está ameaçada por perda de habitat.